# 骆集乡
骆集乡，是中华人民共和国河南省商丘市夏邑县下辖的一个乡镇级行政单位。

## 行政区划
骆集乡下辖以下地区：
夏楼村、赵楼村、贾菜元村、王岳楼村、义田庄村、溪北庄村、闫庄村、夏道口村、姜庄村、王庄村、荆庄村、张营东村、彭楼村、骆集南村、骆集北村、谭洼村、刘庄村、吕楼村、胜利西村、胜利东村、谢集东村、谢集西村、大梨树村、中班口村、陈营西村、陈营东村、李口村、宋楼村、杨徐庄村、王口村、王楼村、崔庄村、陈尧村、夏庄村、张营西村、罗口村、骆庄村和孙楼村。